# Devor De Pascalis
Devor De Pascalis (Roma, 1976) è uno sceneggiatore, regista e scrittore italiano.

## Biografia
Figlio dello scrittore Luigi De Pascalis, ha origini statunitensi da parte di madre, ma vive a Roma, dove svolge l'attività di sceneggiatore.

### Cinema
Nel 2002 si è laureato al La Sapienza in Scienze Umanistiche. Parallelamente, coltivando la passione per il cinema, ha studiato da sceneggiatore. Nel 1998 si è diplomato presso la Scuola Romana dei Fumetti, nel 2000 presso la New York Film Academy e, infine, tre anni più tardi, presso il Centro Sperimentale di Cinematografia. Nel 2016 ha conseguito il dottorato di ricerca in Letterature di Lingua Inglese sempre presso La Sapienza. Ha scritto lungometraggi, cortometraggi, documentari e videoclip. Come regista ha diretto un episodio del film collettivo Bambini.

#### Riconoscimenti
Nel 2003 ha vinto il premio Pescara Corto Script per la migliore sceneggiatura con il cortometraggio Diventare Mattia. Ha inoltre scritto il corto Dentro Roma, che nel 2006 ha ricevuto il Nastro D’Argento. È stato finalista al Premio Solinas con la sceneggiatura del film Mozzarella Stories.

### Narrativa
Alla soglia dei trent'anni ha compiuto un viaggio negli Stati Uniti, alla ricerca delle proprie radici americane, viaggio che ha ispirato il romanzo autobiografico Spigoli, pubblicato nel 2009.

## Filmografia

### Cinema

#### Sceneggiatore

##### Documentari
- Humans Y2K, regia di Pietro Jona (2002)
- Gabbiani - Studio su "Il gabbiano" di Anton Cechov, regia di Francesca Archibugi (2004)

##### Cortometraggi
- Stanza 21, regia di Matteo Oleotto (2004)
- Quanta donna vuoi, regia di Edoardo De Angelis (2004)
- Tropical Snack - La merendina tropicale, regia di Edoardo De Angelis (2005)
- Dentro Roma, regia di Francesco Costabile (2006)
- Lost Connections, regia di Anna Wasch (2006)
- Mezz'ora non mi basta, regia di Laura Rovetti (2011)

##### Lungometraggi
- Diventare Mattia, regia di Devor De Pascalis, episodio del film Bambini (2006)
- 7/8 - Sette ottavi, regia di Stefano Landini (2007)
- Mozzarella Stories, regia di Edoardo De Angelis (2011)
- Andiamo a quel paese, regia di Ficarra e Picone (2014)
- Vieni a vivere a Napoli, regia di Guido Lombardi (2016)
- Vengo anch'io, regia di Nuzzo e Di Biase (2018)

#### Regista
- Bittersweat Dreams - cortometraggio (2000)
- Diventare Mattia, episodio del film Bambini (2006)
- Dreamland - cortometraggio (2006)

### Televisione

#### Sceneggiatore
- I Cesaroni - serie TV, 7 episodi (2009 - 2011)
- Zio Gianni - serie TV, 34 episodi (2015)

## Pubblicazioni
- Devor De Pascalis, Spigoli - Guida per ritrovare la tua strada di casa a New York, Roma, Caravan, 2009.